# Andrena gallinula
Andrena gallinula är en biart som beskrevs av Warncke 1975. Andrena gallinula ingår i släktet sandbin, och familjen grävbin. Inga underarter finns listade i Catalogue of Life.